# Остров (Тернопольская область)
Остров (укр. Острів) — село в Великоберезовицкой поселковой общине Тернопольского района Тернопольской области Украины. Расположено на реке Серет, южный пригород Тернополя (7 км от центра города). Центр сельского совета, население — 1726 человек (2001).

## История
Вблизи села обнаружены археологические памятники черняховской культуры. Первое письменное упоминание — 1431 года, упоминается как собственность Г. Кордийовича. В 1581 году упоминается как городок — собственность М. Баворовского.
В начале XIX века пожар уничтожил все постройки.
Действовали общества «Просвита», «Сокол», «Луг», «Сельский хозяин», «Родная школа».

## Достопримечательности
Церковь Архистратига Михаила (1878, каменная, расписал Корнило Устиянович, Часовня Божьей Матери (из "фигурами "Божьей Матери и Иисуса Христа) над источником, 2003 начато строительство церкви св. Софии-Премудрости Божией и мучеников-исповедников.
Сооружен памятник воинам-односельчанам, павшим во второй мировой войне, установлен памятный знак в честь отмены барщины, мемориальную табличку М. Кордубе (1996, скульптор Я. Милый, А. Маляр, Д. Филипп 'как), насыпана символическая могила УСС (1995).

## Социальная сфера
Действуют ООШ I—III ступ., клуб, библиотека, ФАП, музыкальная школа, народный хор «Журавка», танцевальный коллектив, комната-музей Василия Ярмуша, фермерское хозяйство, кирпичный завод, колбасный и паркетный цеха.
Действует футбольная команда «ФК Остров».

## Транспортное сообщение
В село на ул. Школьная регулярно курсирует городской маршрут № 5 из села на ул. Лучакивського (м-рн. Дружба).
Также через Остров проходит маршрутное такси Тернополь — Буцнив.

## Настоящее
За последние 10 лет село активно застраивается современными домами в районе ул. Школьная.

## Персоналии
В Острове родились:
- Музыкальные деятели Богдан, Зиновий-Богдан и Михаил Анткив,
- Хозяйственник, общественный деятель Михайлина Дмитриевна Бородай (1946), член оргкомитета Первого и Второго съездов Народного Руха Украины.
- Бородай Степан Дмитриевич (1953) — общественный деятель, основатель детской музыкальной школы, Заслуженный работник культуры Украины, депутат Тернопольского районного Совета с 1998 года.
- Украинский поэт Гуменюк Борис Борисович,
- Общественный деятель А. Волынец,
- Промышленник Г. Дзюбановский,
- Историк, литературовед, писатель Мирон Кордуба (* 2 марта 1876 — † 2 мая 1947),
- Поэт Василий Ярмуш.

Проживала писательница, общественно-политическая деятельница М. Куземко.

## Местный совет
- 47728, Тернопільська обл., Тернопільський р-н, с. Острів (укр.)